# Барранкилья (футбольный клуб)
«Барранки́лья» (исп. Barranquilla Fútbol Club) — колумбийский футбольный клуб, базирующийся в одноимённом городе. В настоящий момент выступает в Примере B, второй по силе футбольной лиге Колумбии.

## История
Клуб «Барранкилья» был основан 8 апреля 2005 года группой предпринимателей, возглавляемой Артуро Чаром, озаботившихся тем, что город Барранкилья не имеет своей команды во второй по значимости лиге Колумбии Примере B.
«Барранкилья» имеет тесные связи с выступающим в главной лиге Колумбии многократным чемпионом страны «Атлетико Хуниором». Так, к примеру, бывший президент «Хуниора» Алехандро Артета был также президентом и ФК «Барранкилья».
«Барранкилья» занимает высокие места в Примере В, пробиваясь в плей-офф за право повышения в классе. Но тем не менее пока команда не смогла добиться места в главной лиге. Свои матчи команда проводит на стадионе «Метрополитано Роберто Мелендес», вмещающем 46 000 зрителей.